# مزرعه بدر
مزرعه بدر یک منطقهٔ مسکونی در ایران است که در دهستان سیستان واقع شده‌است.